# Humberto Cruz
Humberto Carlos Nelson Cruz Silva (født 8. december 1939 i Santiago, Chile) er en tidligere chilensk fodboldspiller (Midterforsvarer).
Cruz tilbragte hele sin 20 år lange karriere i hjemlandet, hvor han var tilknyttet Santiago Morning, Colo-Colo og Ñublense. Længst tid spillede han hos Colo-Colo, hvor han i løbet af sine ni år var med til at vinde to chilenske mesterskaber.
Cruz spillede desuden 36 kampe for det chilenske landshold. Han var en del af det chilenske hold, der vandt bronze ved VM i 1962 på hjemmebane. Han spillede dog kun én af holdets seks kampe i turneringen, bronzekampen mod Jugoslavien. Han var også med til VM i 1966 i England, hvor han spillede alle holdets tre kampe.

## Titler
Primera División de Chile
- 1963 og 1970 med Colo-Colo